# Kay Knapp
Kathryn Elizabeth Knapp, detta Kay (Washington, 14 settembre 1938), è un'ex nuotatrice statunitense.
Specializzata nello stile libero e nella farfalla, ha partecipato ai Giochi di Melbourne 1956, gareggiando nella Staffetta 4x100m sl, nelle manche preliminari. Tuttavia, pur avendo la squadra statunitense vinto l'argento, non era idonea a ricevere la medaglia, perché, secondo le regole tempo, non nuotò nella finale della staffetta.